# Der Fluyten Lust-Hof

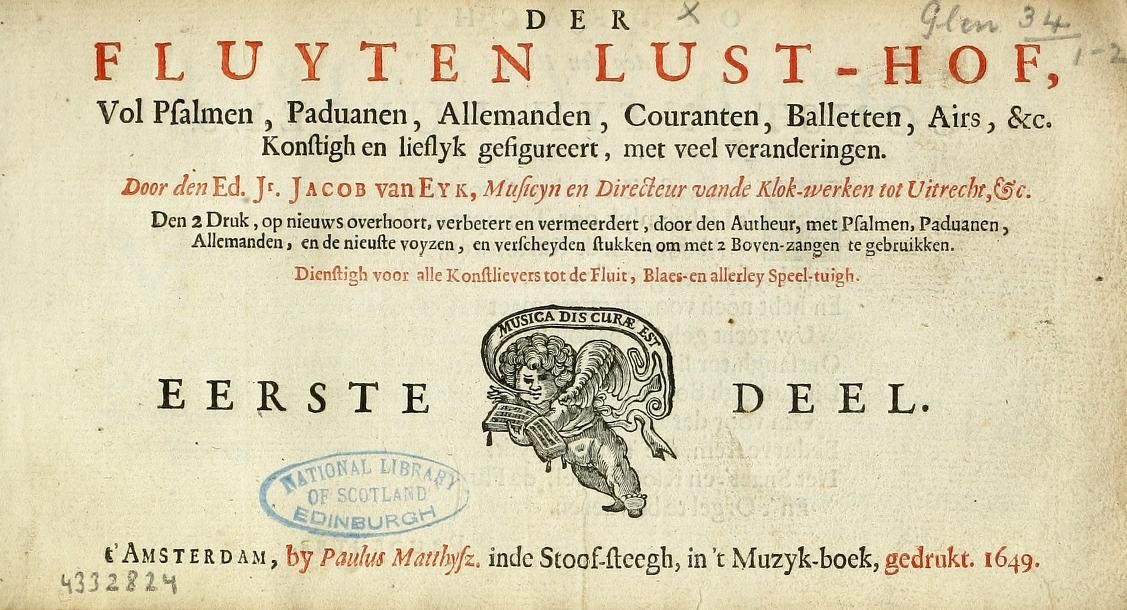
Der Fluyten Lust-Hof, page de titre de la première partie (1649).

Der Fluyten Lust-Hof (littéralement, le jardin des délices de la flûte) est un recueil de musique en deux parties pour flûte à bec solo collecté par le carillonneur et compositeur baroque aveugle  Jacob van Eyck (vers 1590-1657) installé à Utrecht. Jacob van Eyck a capté des mélodies provenant de toute l'Europe (comme l'air de la ballade anglaise (ca.1610) utilisé  dans Daphne [Doen Daphne d'over schoone Maeght], air français de la sarabande voyci tantost la froidure bannie (1629) de Estienne Moulinié utilisé dans Aerdigh Martyntje...), puis les a transcrites pour flûte à bec en les agrémentant de variations virtuoses, qui constituent un témoignage de cette époque baroque.
Ces deux ouvrages constituent la plus grande collection de musique jamais publiée par un seul compositeur pour flûte à bec solo.
Il contient principalement des variations plus ou moins complexes sur des airs connus - 144 mélodies pour flûte à bec soprano au total, chacune comportant plusieurs variations plus ou moins complexes - et quelques compositions libres telles que des préludes et des fantaisies.
Parmi les thèmes, on trouve des cantiques religieux (« psaumes »), des chansons populaires et des airs de danse de l'époque, y compris du matériel adapté de la propre musique de carillon de van Eyck : "vol Psalmen, Paduanen, Allemanden, Couranten, Balletten, Airs, &c. ". Il a été publié en plusieurs versions et parties, pour la première fois en 1644, suivi d'autres éditions en 1646, 1649, 1654 et 1656. Dans la mesure où van Eyck était aveugle, les transcriptions des airs ont été écrites par des aides et ne sont pas exemptes d'erreur d'écriture. Certaines rééditions portent la mention « Deuxième édition, de nouveau écoutée, améliorée et augmentée par le compositeur », ce qui constitue un énorme travail pour le compositeur et l'éditeur.
La première partie du recueil a d'abord été publiée en 1644 sous le nom de Euterpe oft SpeelGoddinne ([Euterpe ou la déesse de la musique instrumentale]) sortie chez l'éditeur Paulus Matthysz puis est rééditée et améliorée en 1649 comme  première partie de Der Fluyten Lust-hof.
Ce recueil constitue un ouvrage incontournable du répertoire de la flûte à bec, qui permet de travailler les diminutions.
Une édition moderne a été publiée par Gerrit Vellekoop (nl) (1898-1956) suivie d'une “'New Vellekoop Edition”' (Nouvelle édition Vellekoop) publiée par Thiemo Wind.
Même s'il a été conçu pour les amateurs, le niveau des pratiques musicales à Utrecht était déjà très élevé, ce qui a permis aux œuvres de s'inscrire dans un contexte moderne et de devenir des compositions artistiquement reconnues et jouées. Le recueil ou les pièces de ce recueil ont été créés de toutes pièces.
Les variations sur le lied « Engels Nachtegaeltje » ([« le rossignol anglais »]) s'avèrent une pièce très appréciée du public.

## Anecdote

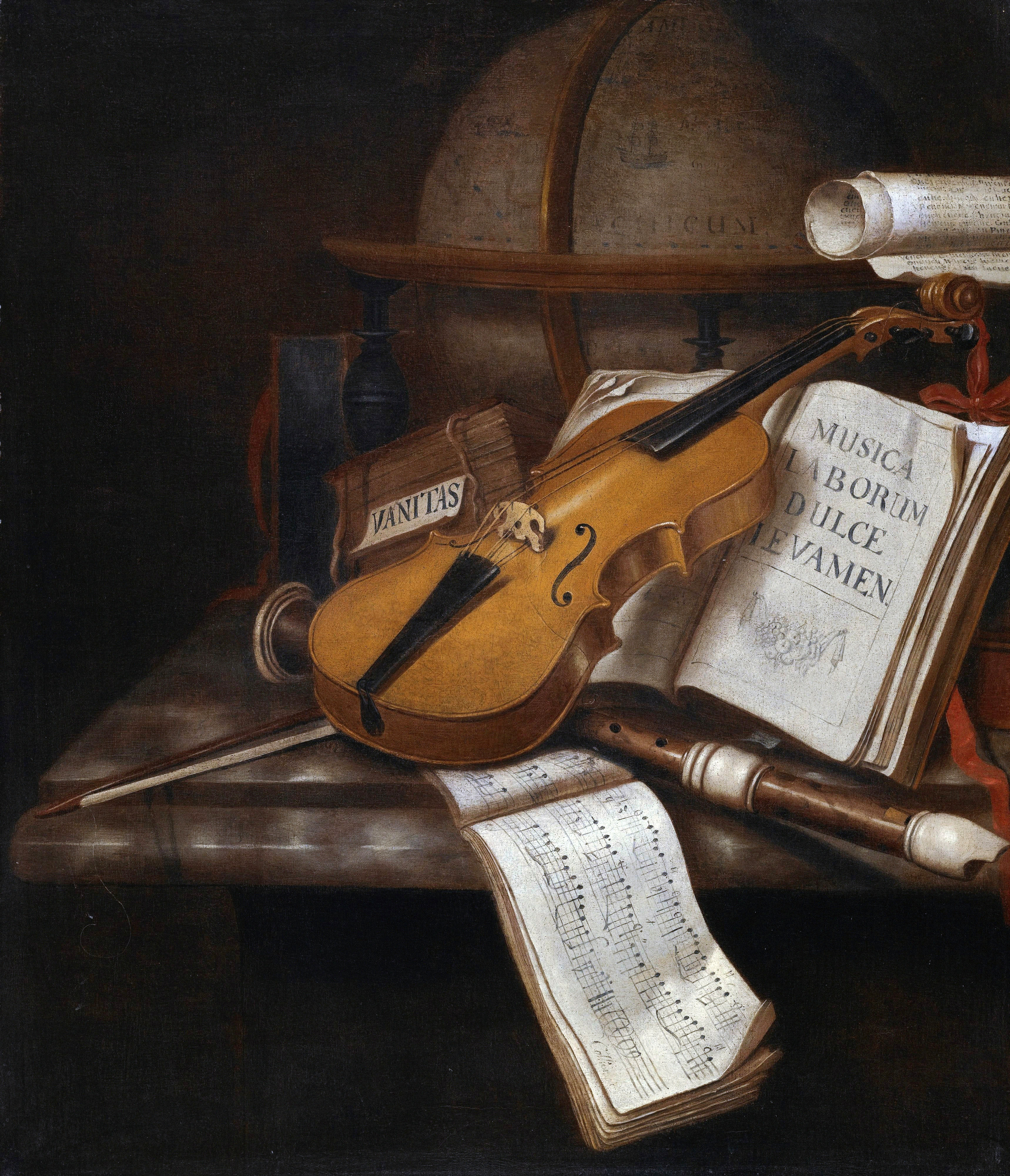
Une des natures mortes avec une flûte à bec et une partition, peintes par Edwaert Collier.

On retrouve une allusion au Der Fluyten Lust-hof dans une nature morte vanitas vanitatum d'Edwaert Collier ouvert sur l'air de Tanneken, une chanson d'amour passionnée avec une flûte à bec à côté,.

## Discographie sélective
Il existe de nombreux enregistrements de ce recueil. On citera :
- Van Eyck : Der Fluyten Lust-hof par Erik Bosgraaf (3-CD-set, Brilliant Classics 93391), 2007[10]
- Von Eyck : Der Fluyten Lust-hof, complete recording par Dan Lourin, flûtes à bec (BIS-CD-775/7, 1999)[1]

Certaines des pièces du recueil connaissent une grande notoriété et sont présentées fréquemment au public comme :
- Doen Daphne D'over Schoone Maeght[11] ;
- Pavaen Lachrymae, version monophonique de la composition (1595) de John Dowland, sublimant la mélancolie hypnotique de la mélodie sans artifice ;
- Lavignone, célèbre air de danse français à travers à l'Europe des XVIIe et XVIIIe siècles